# إسكيوس
إسكيوس (بالفرنسية: Ecques)‏ هي بلدية تقع في إقليم باد كاليه من منطقة نور با دو كاليه في شمال فرنسا. تبلغ مساحة هذه المدينة 12.59 (كم²)، وترتفع عن سطح البحر 26 م، يبلغ عدد سكانها 1781 نسمة حسب إحصاء المعهد الوطني للإحصاء والدراسات الاقتصادية سنة 2009 م. وترأس Philippe Fardoux البلدية خلال فترة (2001-2008).